# ブラニィ
ブラニー(Blagny)は、フランス東部ブルゴーニュ地域圏コート＝ドール県南部にある、ブルゴーニュワインのAOCである。
いずれも白ワインの村としてよく知られる、ムルソー村とピュリニー＝モンラッシェ村にまたがる地域で、このAOCで生産されるのは、ピノ・ノワール種100％の赤ワインである。品質の良いものは、1級に指定されている。
面積は5haあまり、生産されるワインも年間2万本程度と非常に少なく、日本ではほとんど見かけることのないワインである。